# Marlannen
De Marslannen of Marlannen is het gebied om het omstreeks 1855 drooggemalen meer ten zuidwesten van het dorp Jouswier. Het gebied ligt ten zuiden va de Lauwersseewei tussen Dokkum en Mitselwier. In 1926 werd de windmolen vervangen door een elektrisch gemaal. Het plusminus 80 ha grote gebied is sinds de in de jaren tachtig van de vorige eeuw voltooide ruilverkaveling in eigendom van Staatsbosbeheer.
In het voorjaar is het een broedplaats voor meeuwen, visdiefjes en steltlopers als de kluut.
Door het naar boven komende zoute kwelwater is na verloop van tijd, vooral na de afsluiting van de Lauwerszee, een vegetatie ontstaan van zoutminnende planten. Het een van de weinige plekken in West-Europa waar brakwatersoorten als de zeeaster en kortarige zeekraal binnendijks groeien. Ook zijn er grote velden van het steeds zeldzamer wordende goudknopje (Cotula coronopifolia) te vinden.
Andere typische plantensoorten van de zilte graslanden zoals zilte schijnspurrie, melkkruid, zeebies en moeraszoutgras kun je hier eveneens aantreffen.